# Жёлтый шершень
Жёлтый шершень (англ. Yellowjacket, встречаются также переводы Жёлтый жакет и Шмель) — имя нескольких персонажей комиксов компании Marvel Comics.

## Персонажи

### Хэнк Пим
Доктор Генри «Хэнк» Пим — первый персонаж вселенной Marvel, использующий имя Жёлтый шершень. Был так же известен как Человек-муравей, Великан и Голиаф. Состоял в нескольких командах, в том числе в Мстителях и Защитниках. Передал одну из своих личностей Скотту Лэнгу, сделав его новым Человеком-муравьём.

### Рита ДеМара
Рите ДеМара — второй персонаж, использующая имя Жёлтый шершень. Дебютировала как суперзлодейка, состоявшая в команде Мастеров зла, позже стала супергероиней и была членом Мстителей и Стражей Галактики. Была убита суперзлодеем Иммортусом. Позже воскресла в сюжетной линии Война Хаоса.

### Даррен Кросс
Даррен Кросс — третий персонаж, взявший имя Жёлтый шершень, сделав это в современных комиксах. Он дебютировал как злодей в 1979 году. Взял личность Жёлтого шершня в 2016, когда получил костюм, созданный суперзлодеем Яйцеголовым.

## Альтернативные версии

### Ultimate Marvel
До Хэнка Пима оригинальным Жёлтым шершнем в вселенной Ultimate был Альтрон, робот разработанный как суперсолдат. Он был убит Хэнком Пимом, выступающим как Человек-муравей. Во время Ультиматума Пим сам становится Жёлтым шершнем, желая возместить то, что сделало его создание.

## Появление вне комиксов

### Телевидение
- Жёлтый шершень появляется во 2 сезоне мультсериала «Мстители. Величайшие герои Земли», когда Хэнк Пим, озвученный Уолли Вингертом, страдая от психического расстройства, становится новым бесстрашным линчевателем.[5]
- Жёлтый шершень (аналог из кинематографической вселенной Marvel) появляется на телевидении в Lego Marvel Super Heroes: Avengers Reassembled, где его озвучил Трэвис Уиллингем.
- Хэнк Пим использует образ Жёлтого шершня в 3 серии мультсериала «Что, если…?» По сюжету альтернативной реальности его дочь Хоуп становится агентом Щ.И.Т. и погибает во время задания в Одессе. Разозлённый Пим убивает потенциальных членов будущей команды Мстителей: Тони Старка, Тора, Клинта Бартона, Брюса Бэннера и Наташу Романофф. В итоге он был побеждён Локи, превратившимся в Ника Фьюри, и попал в плен к асгардцам.

### Фильм
В фильме 2015 года «Человек-муравей», являющемся частью кинематографической вселенной Marvel, главный антагонист Даррен Кросс, которого играет Кори Столл, изобретает костюм Жёлтого шершня и пытается продать его членам ГИДРЫ. В финале Кросс сам надевает костюм, сражается в нём со Скоттом Лэнгом, помешавшим ему осуществить сделку, и проигрывает.

### Видеоигры
- Хэнк Пим в образе Жёлтого шершня является боссом в игре Marvel: Ultimate Alliance 2, где его озвучил Уолли Вингерт.

- Версия Жёлтого шершня из кинематографической вселенной Marvel появляется в играх Marvel: Avengers Alliance, Marvel: Contest of Champions, Marvel: Future Fight и "Marvel: Future Revolution".

- Карта "Жёлтый Шершень" и её вариации доступна в Marvel Snap.